# Psofoda de Nova Guinea
El psofoda de Nova Guinea (Androphobus viridis) és una espècie d'ocell de la família dels psofòdids (Psophodidae) i única espècie del gènere Androphobus. Habita els boscos de les muntanyes de l'oest de Nova Guinea.